# Semeniwka (Lwiw)
Semeniwka (ukrainisch Семенівка; russisch Семёновка Semjonowka, polnisch Siemianówka) ist ein Dorf in der westukrainischen Oblast Lwiw mit etwa 1900 Einwohnern.

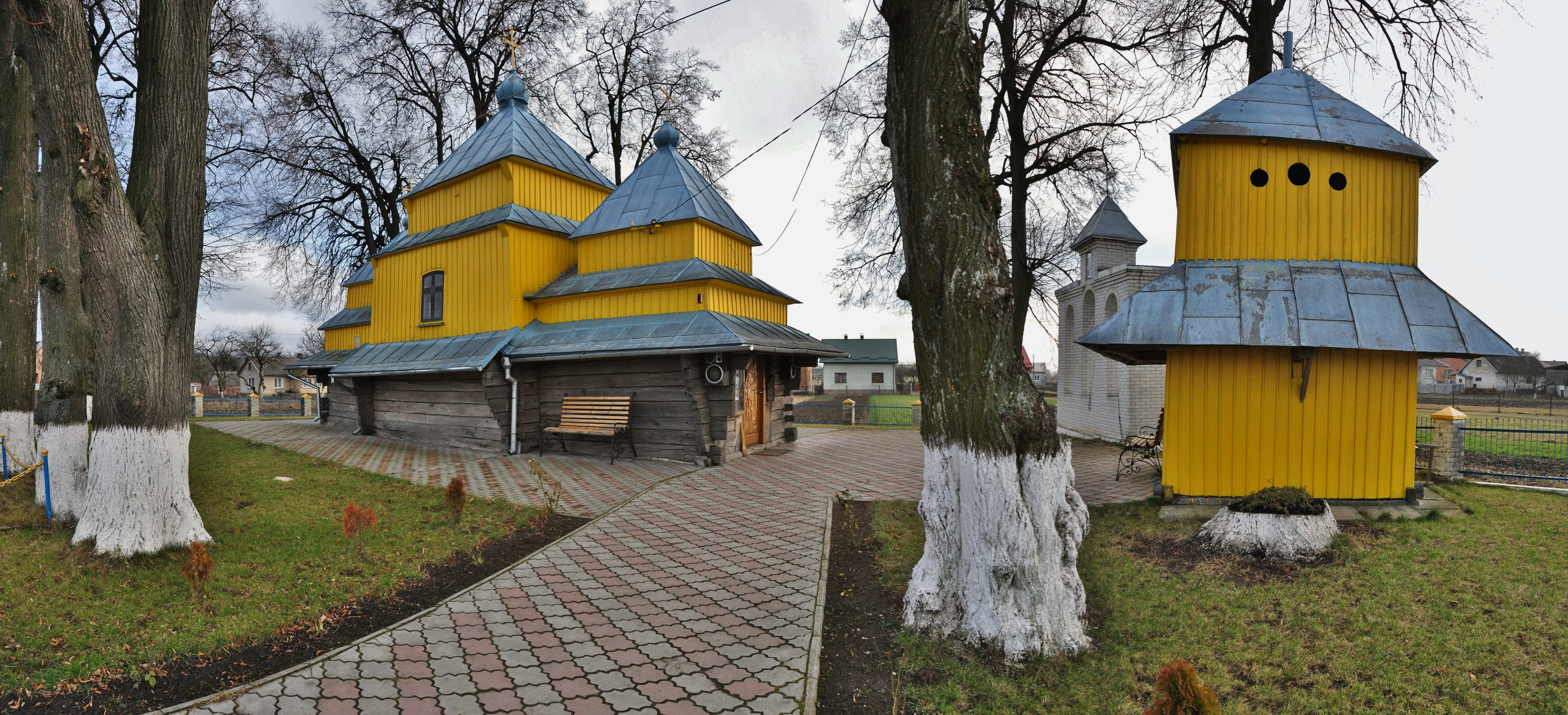
Griechisch-katholische Holzkirche

## Geschichte
Das königliche, deutschrechtliche Dorf wurde im Jahr 1397 erstmals urkundlich erwähnt, als die von Tataren entvölkerte Siedlung von Maciej von Smolica durch Siedler aus Schlesien (damals die Lehnsherrschaft des Königreichs Böhmen) wiederbesiedelt wurde. 1460 wurde die römisch-katholische Pfarrei errichtet. Der besitzanzeigende Name, ursprünglich Siemionówka (z. B. Szemyonowka, 1471), sekundär Siemieniówka (Syemenowka, 1500) und Siemianówka, ist vom ukrainischen Vornamen Semen abgeleitet und folgte den Änderungen in der phonetischen Adaptation in die polnische Sprache.
Das Dorf gehörte zunächst zur Adelsrepublik Polen-Litauen, Woiwodschaft Ruthenien, Lemberger Land. Im 18. Jahrhundert gehörte es zur Magnatenfamilie Potocki. Bei der Ersten Teilung Polens kam das Dorf 1772 zum neuen Königreich Galizien und Lodomerien des habsburgischen Kaiserreichs (ab 1804). Ab 1828 gehörte der Ort zum Fabrikanten Antoni Kriegshaber, und ab 1870 zum Politiker Otto Hausner, danach zu David Abrahamowicz, um 1900 zu Kazimierz Sulatycki, nach ihm zu seiner Töchter Maria und ihrem italienischen Ehemann Paul Santi.

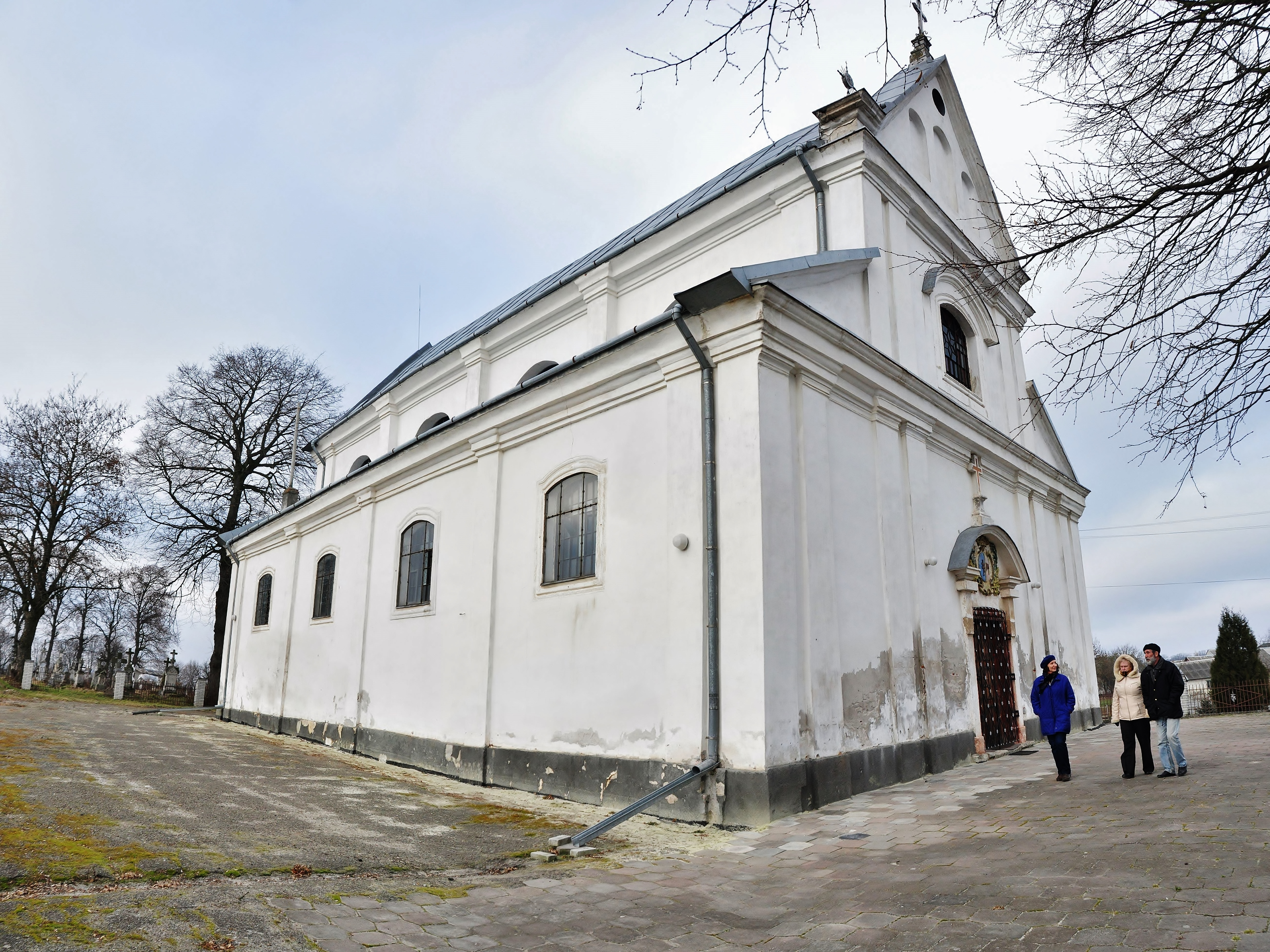
Ehemalige römisch-katholische Kirche

Im Jahre 1900 hatte die Gemeinde Siemianówka 346 Häuser mit 1927 Einwohnern, davon waren 1813 polnischsprachig, 99 ruthenischsprachig, 15 deutschsprachig, 1713 waren römisch-katholisch, 199 griechisch-katholisch, 11 waren Juden und 4 anderer Religion.
Nach dem Ende des Polnisch-Ukrainischen Kriegs 1919 kam Semeniwka zu Polen. Im Jahre 1921 hatte die Gemeinde Siemianówka 402 Häuser mit 2131 Einwohnern, davon waren 2047 Polen, 69 Ruthenen (Ukrainer), 14 Juden (Nationalität), 2001 waren römisch-katholisch, 93 griechisch-katholisch, 6 evangelisch, es gab 31 Juden (Religion).
Im Zweiten Weltkrieg gehörte es zuerst zur Sowjetunion und ab 1941 zum Generalgouvernement, ab 1945 wieder zur Sowjetunion, heute zur Ukraine. Am 26. Juli 1944 wurde der Ort von der SS-Galizien angegriffen. Über 30 Dorfbewohner wurden getötet.
Am 12. Juni 2020 wurde das Dorf ein Teil neu gegründeten Stadtgemeinde Pustomyty, bis dahin bildete es zusammen mit den Dörfern Berehy (Береги), Myloschewytschi (Милошевичі) und Winjawy (Віняви) die Landratsgemeinde Semeniwka (Семенівська сільська рада/Semeniwska silska rada) im Rajon Pustomyty.
Am 17. Juli 2020 wurde der Ort Teil des Rajons Lwiw.

## Persönlichkeiten
- Joseph von Némethy (1819–1890), k. u. k. Offizier (Feldmarschallleutnant) und Direktor des Kriegsarchivs